# 機械女僕
《機械女僕》（日语：こはるびより），標題直譯為「小春日和」，是日本漫畫家みづきたけひと所創作的日本漫畫作品，於《電擊萌王》連載的漫畫作品。衍生改編作品有廣播劇及三卷OVA。
於2001年在MediaWorks的漫畫雜誌《月刊Comic電擊大王》以讀切方式刊載，之後不定期在該雜誌刊載（收錄於單行本第1卷）。在《電擊萌王》於2002年3月創刊時在該雜誌創刊號正式展開連載，也在《電擊帝王》展開並行連載直到該雜誌於2006年11月休刊（收錄於單行本第3卷）。隨著OVA的製作，在《月刊Comic電擊大王》2007年12月號至2008年2月號連載3期。單行本全7卷，長鴻出版社代理台灣中文版只發行前4卷。

## 劇情概要
村瀨貴也是个对收集手办和模型有特别嗜好的男孩，他对机器人专卖店「MaidWorks」（簡稱“MW”）的一只最新款女仆机器人一见如故，把她买回家中，起名为“由衣”。村瀨貴也本来想借由衣来满足自己“给女孩换衣服”之类的爱好，然而事情并非那么顺利：拥有自主意识的由衣不但对他的要求十分抗拒，还经常以自己的觀点来改变村瀨貴也“颓废”的生活现状。在不断打闹和和好的过程中，两人的关系越走越近，而一场人与机器人的轻喜剧就此上演。

## 主要角色
以下中文譯名採用自長鴻版單行本。
由衣（配音：喜多村英梨）
MaidWorks製造的女僕機器人，髮型為金色長髮雙馬尾加雙呆毛。個性毒舌，討厭被貴也當成換裝娃娃。身體有經過抗菌及完全防水處理，手指有體溫計功能，雙呆毛能顯示體溫。
村瀨貴也（配音：近藤孝行）
由衣的主人，喜歡手办和模型，擅長料理與裁縫，疼愛由衣，喜歡換由衣的衣服及捉弄由衣。
住友美野里（配音：明坂聰美）
女僕咖啡店「Café Cowbeya」的短髮巨乳看板娘，暗戀貴也。兩次扮成女僕機器人進入貴也家，都沒被貴也識破。
住友哲志（配音：三宅健太）
美野里的父親，Café Cowbeya店長。
MW店長（配音：三宅華也）
MaidWorks店長兼女僕機器人製作者，妙齡眼鏡娘，堅持製作「獨特、唯一的外觀與人格」的機器人。協助美野里兩次扮成女僕機器人進入貴也家。笑聲類似白鳥麗子。
萩原步美（配音：井口裕香）
包包頭髮型的蘿莉，喜歡貴也。
萩原香苗（配音：柚木涼香）
步美的母親，丈夫已逝世。丈夫經營錢湯，但她沒有參與經營。
御堂蘭（配音：矢作紗友里）
以成為一流的除靈師為目標的貧乳巫女，嫉妒美野里的巨乳，會召喚「那個世界的朋友」（巨大章魚「章魚啾」或巨大烏賊「烏賊啾」）玩弄美野里。
御堂菫（配音：早見沙織）
御堂蘭的姊姊，也是貧乳巫女。喜歡給御堂蘭打分數。
久遠（配音：小清水亞美）
MaidWorks製造的女僕機器人，機能優秀，但長期賣不出去而深感不滿。賣不出去的原因是MW店長不肯賣。
咲夜（配音：清水愛）
世界知名的機器人製造商「MP」製造的女機器人。原本是貴也一手打造的娃娃，經MP擴大改造及製成等身大機器人。
鳳智之
有錢人家的小孩，想要一個像貴也一樣的哥哥。
千鶴
鳳家的女僕機器人兼女僕長。
紘
智之的朋友，對機械非常了解的男孩，堅持自己做女僕機器人。
桃華
紘自製的女僕機器人。
二宮遙佳
從作者的讀切漫畫《交給我吧！My sister》來客串的女性漫畫家，筆名「黑石舞依」，麻花辮髮型的眼鏡娘，是貴也的高中同學。不喜歡出現在人群面前，理由是她認為這會讓她覺得很丟臉。
二宮彩佳
遙佳的雙胞胎妹妹，馬尾髮型。喜歡遙佳的漫畫，但完全不會畫圖。代替遙佳出席遙佳的cosplay簽名會，頗受讀者歡迎。
國分巧也
遙佳的責任編輯，喜歡萌系漫畫。曾請求遙佳畫萌系漫畫，被遙佳拒絕。

## 出版書籍
| 冊數 | MediaWorks     | MediaWorks             | 長鴻出版社     | 長鴻出版社        |
| 冊數 | 發售日期       | ISBN                   | 發售日期       | EAN               |
| ---- | -------------- | ---------------------- | -------------- | ----------------- |
| 1    | 2004年3月27日  | ISBN 4-8402-2626-1     | 2006年7月14日  | EAN 4710765206888 |
| 2    | 2006年2月27日  | ISBN 4-8402-3367-5     | 2007年1月24日  | EAN 4710765211684 |
| 3    | 2007年6月27日  | ISBN 978-4-8402-3926-4 | 2008年11月24日 | EAN 4712805827848 |
| 4    | 2008年3月27日  | ISBN 978-4-8402-4249-3 | 2008年12月12日 | EAN 4712805829538 |
| 5    | 2009年3月27日  | ISBN 978-4-04-867717-2 | 停止出版       | 停止出版          |
| 6    | 2010年7月23日  | ISBN 978-4-04-868783-6 | 停止出版       | 停止出版          |
| 7    | 2011年12月17日 | ISBN 978-4-04-886171-7 | 停止出版       | 停止出版          |

## OVA
OVA全3卷。
- 第1卷在2007年11月21日發行。同年10月14日在AT-X先行播放。
- 第2卷在2008年2月8日發行。同年1月13日先行播放。
- 第3卷在2008年4月2日發行。同年3月9日先行播放。

因為有裸露情節，所以當局建議的年齡限制為「17+」。

### 製作人員
- 原作：小春日和
- 導演：稻垣隆行
- 系列配置：青島崇
- 角色設計、總作畫監督：大隈慶晃
- 色彩設計：藤川耕輔
- 美術監督、美術設定：小木齊之
- 攝影監督：田邊克司
- 編集・特殊圖像處理：田中恒嗣
- 音樂：渡邊剛
- 音響監督：明田川仁
- 製片人：中山信宏、伊平崇耶、梅澤淳、三上康博
- 動畫製作：安西武、西岡大輔
- 企畫協力：童夢
- 製作：機械女僕製作委員會（日本Geneon環球娛樂、SHOWGATE、MediaWorks、AT-X）

### 主題歌
片頭曲
- 「エプロンだけは取らないで!」

作詞：熊野清美
作曲・編曲：渡邊剛
主唱：由衣（喜多村英梨）
片尾曲
- 「ラブソングかもしれない」（第1卷・第2卷）

作詞：熊野清美
作曲・編曲：渡邊剛
主唱：由衣（喜多村英梨）、住友美野里（明坂聰美）
- 「ほら、あったかなんです。」（第3卷）

作詞：熊野清美
作曲・編曲：渡邊剛
主唱：由衣（喜多村英梨）
插曲
- 「おっぱいはダメっ」（第3話）

作詞：熊野清美
作曲・編曲：渡邊剛
主唱：由衣（喜多村英梨）
- 「ヘンシーン!って叫んでいいですか?」（第5話）

作詞：熊野清美
作曲・編曲：渡邊剛
主唱：住友美野里（明坂聰美）

### 各集列表
| 卷數 | 集數 | 日文標題                   | 中文標題                   | 劇本            | 分鏡                    | 演出           | 作畫監督                            | 發佈日期       |
| ---- | ---- | -------------------------- | -------------------------- | --------------- | ----------------------- | -------------- | ----------------------------------- | -------------- |
| 1    | 1    | 豚を見るような目で見ないで | 請別像賣出去的豬一樣來看我 | 青島崇 稻垣隆行 | 稻垣隆行                | 稻垣隆行       | 齋藤雅和 飯田孝行 澤崎誠            | 2007年11月21日 |
| 1    | 2    | これ以上はもうゆるして     | 請別再繼續了               | 青島崇 稻垣隆行 | 稻垣隆行                | 稻垣隆行       | 齋藤雅和 飯田孝行 澤崎誠            | 2007年11月21日 |
| 1    | 3    | わたしおっぱい出ませんよ   | 我……我沒有啊               | 青島崇 稻垣隆行 | 稻垣隆行                | 稻垣隆行       | 齋藤雅和 飯田孝行 澤崎誠            | 2007年11月21日 |
| 2    | 4    | どうせ私は売れ残り…        | 反正我是存貨               | 青島崇 稻垣隆行 | 八谷賢一 三宅雄一郎     | 三宅雄一郎     | 大隈慶晃 小川浩司 谷川政輝 北村友幸 | 2008年2月8日   |
| 2    | 5    | こ…股間から火が!!          | 啊！股間着火了             | 青島崇 稻垣隆行 | 八谷賢一 三宅雄一郎     | 三宅雄一郎     | 大隈慶晃 小川浩司 谷川政輝 北村友幸 | 2008年2月8日   |
| 2    | 6    | 激しい男のソロ活動…        | 激烈男子自我活動滿足       | 青島崇 稻垣隆行 | 八谷賢一 三宅雄一郎     | 三宅雄一郎     | 大隈慶晃 小川浩司 谷川政輝 北村友幸 | 2008年2月8日   |
| 3    | 7    | お姉様…へぇ?…              | 姐姐大人...哎？            | 青島崇 稻垣隆行 | おざわかずひろ 稻垣隆行 | おざわかずひろ | 越智信次 大隈慶晃 小川浩司 太田雅彥 | 2008年4月2日   |
| 3    | 8    | 私の大事な…                | 我最重要的                 | 青島崇 稻垣隆行 | おざわかずひろ 稻垣隆行 | おざわかずひろ | 越智信次 大隈慶晃 小川浩司 太田雅彥 | 2008年4月2日   |
| 3    | 9    | こはるびよりですね         | 今天真是個好天氣呢         | 青島崇 稻垣隆行 | おざわかずひろ 稻垣隆行 | おざわかずひろ | 越智信次 大隈慶晃 小川浩司 太田雅彥 | 2008年4月2日   |

## 外部連結

### 日文官方網站
- 機械女僕動畫官方網頁（日語）
- 電擊萌王官方網頁 （页面存档备份，存于）（日語）
- 観月堂website （页面存档备份，存于）-作者・みづきたけひと的個人網站（日語）